# Contea di Ste. Geneviève
La contea di Sainte Genevieve (in inglese Sainte Genevieve County) è una contea dello Stato del Missouri, negli Stati Uniti. La popolazione al censimento del 2000 era di 17 842 abitanti. Il capoluogo di contea è Ste. Genevieve